# Viver
Viver ou Viver de las Aguas é um município da Espanha na província de Castelló, Comunidade Valenciana. Tem 44,9 km² de área e em 2021 tinha 1 661 habitantes (densidade: 37 hab./km²).

## Demografia
| Variação demográfica do município entre 1991 e 2004 | Variação demográfica do município entre 1991 e 2004 | Variação demográfica do município entre 1991 e 2004 | Variação demográfica do município entre 1991 e 2004 |
| --------------------------------------------------- | --------------------------------------------------- | --------------------------------------------------- | --------------------------------------------------- |
| 1991                                                | 1996                                                | 2001                                                | 2004                                                |
| 1196                                                | 1202                                                | 1307                                                | 1413                                                |